# ليون ريد
ليون ريد (بالإنجليزية: Leon Reid) هو منافس ألعاب قوى بريطاني، ولد في 26 يوليو 1994 في باث في المملكة المتحدة.

## وصلات خارجية
- ليون ريد على موقع الاتحاد الدولي لألعاب القوى (الإنجليزية)
- ليون ريد على موقع اللجنة الأولمبية الدولية (الإنجليزية)
- ليون ريد على موقع أوليمبيديا (الإنجليزية)
- ليون ريد على موقع اللجنة الأولمبية الأيرلندية (الإنجليزية)
- ليون ريد على موقع اتحاد ألعاب الكومنولث (مؤرشف) (الإنجليزية)